# Albapomecyna alboplagiata
Albapomecyna alboplagiata là một loài bọ cánh cứng trong họ Cerambycidae.